# Източен (район на Пловдив)
Район „Източен“ е един от административните райони в Община Пловдив.

## Разположение и структура
Район Източен граничи на юг с район „Тракия“ като границата минава по булевардите „Санкт Петербург“, „Освобождение“ и „Цариградско шосе“. На запад по булевард „Източен“ граничи с район „Централен“. На север с район „Северен“, като условната граница е северният бряг на река Марица. Източната граница на района е къса и е определена от жп линия Пловдив – Скутаре, успоредна на околовръстното шосе.
Районът включва следните квартали:
- кв. „Столипиново“
- жк. „Изгрев“
- кв. „Гладно поле“
- кв. „Каменица“ – жк „Каменица II“
- кв. „Дружба“
- кв. „Чайка“

В процес на формиране е също и кв. „Ландос“.

## История
В края на XIX в. южно от мегдана „Бей Меджид“ (днес площад „Александър Малинов“) в Пловдив е била разположена ромска махала. След избухване на епидемия от шарка през 1889 г. пловдивската управа решава да премести роми в новосъздадено село на 2 км източно от Пловдив. Около 350 души главно от „Бей Меджид“ махала са преместено в новото селище наречено „Новото село“. Впоследствие официалното наименование на предградието е „Столипиново“ на името на управителя на Източна Румелия преди влизането в сила на Берлинския договор генерал Аркадий Столипин.
Изграждането на кв. Изгрев започва в края на 70-те години на ХХ в.
Районът в сегашните си граници е създаден със Закона за териториално деление на Столичната община и големите градове през 1995 г.

## Население
Населението на район Изток по постоянен адрес през 2012 г. наброява 61 149 жители

## Администрация
- Николай Чунчуков (2014 – 2019)
- Иван Стоянов (2019 – 2023)
- Емил Русинов (от 2023 г.)

## Инфраструктура
Новата част на кв. Изгрев се състои от ниски панелни блокове, пет и осем етажни, а на улица „Преспа“ има 6 жилищни гиганта, 2 от които са с 22 етажа. Старата част на квартала е застроена с малки тухлени кооперации между „Цариградско шосе“ и улица „Храбрец“.

### Училища
В района се намират следните училища:
- Кампус „АОНСУ“ на Технически университет – филиал Пловдив, включващ Първи и Втори учебни корпуси, студентско общежитие и стол.

#### Професионални гимназии
- ПГ по туризъм „Проф. д-р Асен Златаров“
- ПГ по строителни технологии „Пеньо Пеев“
- ПГ по архитектура, строителство и геодезия „Арх. Камен Петков“
- ПГ по транспорт „Гоце Дечев“

#### Средни и основни училища
- СОУ „Симон Боливар“
- СОУ „Найден Геров“
- Средно специално училище „Проф. д-р Стоян Белинов“
- Частна английска гимназия „Стоянстрой“
- ОУ „Васил Левски“
- ОУ „Димчо Дебелянов“
- ОУ „Петко Славейков“

#### Начални училища
- 39-о НУ „Нектариев“
- НУ „Петко Р. Славейков“

### Институти
- Институт по Mетрология
- Институт по Приложна Физика
- Регионална дирекция на Горите
- Изчислителен център

### Здравеопазване и социални заведения
На територията на района функционират следните здравни и социални заведения:
- Диагностично-консултативен център „Изток“
- Специализирана детска градина за деца с увреден слух „Фердинанд Урбих“
- Средно специално училище за деца с увреден слух „Проф. д-р Стоян Белинов“

### Търговия
На територията на района се намират няколко големи магазина – „Метро“, „Техномаркет“, и др.

### Tранспорт
През 2011 г. е открит пътен възел „Скобелева майка“, който е източната входна точка на Пловдив.

## Култура, спорт и забележителности
На територията на района се намира стадион „Христо Ботев“, вторият по големина стадион в Пловдив и спортна зала до него.

### Храмове
На територията на района се намират:
- Траурен парк „Централен“ и православния храм „Св. Архангел Михаил“.
- Храм „Св. Пророк Илия“ в кв. „Изгрев“
- Храм „Света Матрона Московска“ на бул. „Санкт Петербург“
- През 2015 г. е дадено разрешение за строителство на джамия в района.[4]